# Astrocaryum acaule
Espèce
Astrocaryum acaule est une espèce de palmiers à feuilles pennées (en forme de plume, de peigne).

## Liste des variétés
Selon World Checklist of Selected Plant Families (WCSP) (29 décembre 2013) :
- Astrocaryum acaule Mart. (1824)

Selon Tropicos (29 décembre 2013) (Attention liste brute contenant possiblement des synonymes) :
- variété Astrocaryum acaule var. angustifolium Drude